# Pilea purulensis
Pilea purulensis là loài thực vật có hoa trong họ Tầm ma. Loài này được Donn. Sm. miêu tả khoa học đầu tiên năm 1908.